# New Jerseys flagga
New Jerseys flagga antogs 1896. 1779 bestämde George Washington att New Jerseys regementen skall bära läderfärgade uniformer, och därför fick också flaggan denna färg. De tre plogarna symboliserar jordbruket som är en betydelsefull näringsgren i delstaten.